# 国際連合安全保障理事会決議121
国際連合安全保障理事会決議121（こくさいれんごうあんぜんほしょうりじかいけつぎ121、英: United Nations Security Council Resolution 121, UNSCR121）は、1956年12月12日に国際連合安全保障理事会で全会一致で採択された決議。日本の国際連合加盟承認を勧告したものである。

## 概要
第二次世界大戦の敗戦国である日本は、1952年4月28日に発効した日本国との平和条約によって完全な主権回復を果たし、国際社会への復帰を進めていたが、主に戦勝国によって構成されていた国際連合への加盟は遅れていた。また、冷戦中のこともあり、ソビエト連邦との平和条約は結ばれず、国交回復は成されなかった。常任理事国のソ連の同意なくては、国連への加盟はできなかった。1952年9月の加盟申請はソ連の拒否権行使により退けられたが、1956年10月に日ソ共同宣言がなされ、日ソの国交が回復すると、ソ連も日本の国連加盟に同意し、UNSCR121において全会一致で日本の加盟承認を総会に勧告することを採択した。この後、12月18日の国連総会により、日本の国連加盟が正式に承認されることとなる。